# Polykarp
Polykárp (græsk: Πολύκαρπος, Polycarpus, 69-155) var en biskop i Smyrna i det 2. århundrede. Han døde som martyr.
Om hans liv får vi enkelte værdifulde efterretninger hos Irenæus, som i sin ungdom selv havde set og hørt ham; i et brev til vennen Florinus (Euseb, H. E. V, 20, 6) mindes Irenæus således, at Polykárp talte om sit personlige samkvem med Johannes (apostelen eller "Presbyteren") og andre, som havde set Herren, hvoraf det altså fremgår, at han havde oplevet slutningen af aposteltiden; i et andet brev til biskop Victor (Euseb, H. E. V 24, 16 f.) fortæller han, at Polykárp kom til Rom og forhandlede med biskop Anicet om hvilken dag, påskefesten rettelig skulle fejres; vel kunne de ikke enes derom, men de bevarede alligevel det kristne fællesskab, og Polykarp uddelte nadveren i den romerske menighed. Anicet var biskop ca. 154—166, og Polykárps besøg har rimeligvis fundet sted i begyndelsen af hans bispetid, år 154; thi efter sin tilbagekomst led Polykárp martyrdøden, og derom har vi en beretning, som menigheden i Smyrna sendte til menigheden i Filomelion, hvori der også forekommer en datering af martyriet; tidligere beregnede man denne til 23. februar 166, men nyere undersøgelser har godtgjort, at den snarere skal sættes til 23. februar 155 eller 22. februar 156. I øvrigt er dette skrift ("Polykárp’s Martyrium") interessant derved, at det lægger skylden for forfølgelsen på jøderne, der skal have ophidset hedningerne til at skride ind; det skildrer Polykárps værdige holdning over for de romerske øvrighedspersoner og refererer blandt andet hans berømte ord om, at han ikke ville bespotte den Herre, som han havde tjent i 86 år, og som aldrig havde gjort ham noget ondt; og vi ser også deraf, hvorledes selve henrettelsen fremkaldte ekstatiske oplevelser hos de kristne tilskuere og skabte en begyndende relikviedyrkelse. Af Polykárp har vi bevaret et brev til menigheden i Filippi, og et af Ignatiusbrevene er rettet til ham; i nutiden kan disse dokumenters ægthed betragtes som fastslået.